# Prêmio TVyNovelas de melhor telenovela
O Prêmio TVyNovelas de melhor telenovela (no original em espanhol: Premio TVyNovelas a la mejor telenovela) é um dos prêmios oferecidos durante a realização do Prêmio TVyNovelas, destinado a melhor telenovela da televisão mexicana.

## Premiados e indicados
| Ano  | Vencedor                       | Indicados                                                                                                   |
| ---- | ------------------------------ | --- |
| 1983 | El derecho de nacer            | — |
| 1984 | Bodas de odio                  | — |
| 1985 | La traición                    | — |
| 1986 | De pura sangre                 | — |
| 1987 | Cuna de lobos                  | — |
| 1988 | Quinceañera                    | — |
| 1989 | Amor en silencio               | — |
| 1990 | Mi segunda madre               | — |
| 1991 | Alcanzar una estrella          | — |
| 1992 | Cadenas de amargura            | — |
| 1993 | De frente al sol               | — |
| 1994 | Corazón salvaje                | — |
| 1995 | Imperio de cristal             | — |
| 1996 | Lazos de amor                  | — |
| 1997 | Cañaveral de pasiones          | — |
| 1998 | Esmeralda                      | — |
| 1999 | El privilegio de amar          | — |
| 2001 | Abrázame muy fuerte            | Primer amor Locura de amor Laberintos de pasión                                                             |
| 2002 | El manantial                   | Salomé Sin pecado concebido Entre el amor y el odio                                                         |
| 2003 | La otra                        | Niña amada mía Clase 406                                                                                    |
| 2004 | Amor real                      | Amarte es mi pecado Mariana de la noche                                                                     |
| 2005 | Rubí                           | Apuesta por un amor Misión S.O.S                                                                            |
| 2006 | Alborada                       | La madrasta Rebelde La esposa virgen                                                                        |
| 2007 | La fea más bella               | Heridas de amor La verdad oculta Las dos caras de Ana Mundo de fieras                                       |
| 2008 | Destilando amor                | Yo amo a Juan Querendón Pasión                                                                              |
| 2009 | Fuego en la sangre             | Alma de Hierro Al diablo con los guapos Cuidado con el ángel Querida enemiga                                |
| 2010 | Hasta que el dinero nos separe | Mi pecado Mañana es para siempre Sortilégio Corazón salvaje                                                 |
| 2011 | Para volver a amar             | Cuando me enamoro Llena de amor Soy tu dueña Teresa                                                         |
| 2012 | La Fuerza del Destino          | Dos Hogares La que no podía amar Triunfo del amor Una familia con suerte                                    |
| 2013 | Por ella soy Eva               | Abismo de Pasión Amor Bravío Corona de lágrimas                                                             |
| 2014 | Amores verdaderos              | Corazón indomable De que te quiero, te quiero Mentir para vivir Porque el amor manda                        |
| 2015 | Mi corazón es tuyo             | El color de la pasión Lo que la vida me robó Qué pobres tan ricos Yo no creo en los hombres                 |
| 2016 | Pasión y poder                 | A que no me dejas Antes muerta que Lichita La sombra del pasado La vecina Muchacha italiana viene a casarse |
| 2017 | La candidata                   | Corazón que miente El hotel de los secretos Sin rastro de ti Un camino hacia el destino Vino el amor        |
| 2018 | Caer en tentación              | El bienamado Enamorándome de Ramón Me declaro culpable Mi marido tiene familia Papá a toda madre            |
| 2019 | Amar a muerte                  | La Piloto 2 Like, la leyenda Mi marido tiene más familia Por amar sin ley                                   |